# Campionati italiani di ciclismo su strada 2020 - Gara in linea femminile Elite
La gara in linea femminile Elite dei Campionati italiani di ciclismo su strada 2020 venne disputata il 31 ottobre 2020 e vide l'affermazione di Elisa Longo Borghini, che completò il percorso di 118,5 km in 3h09'17", precedendo Katia Ragusa e Marta Cavalli. Sul traguardo di Breganze 18 cicliste, su 93 partite, portarono a termine la competizione.

## Ordine d'arrivo (Top 10)
| Pos. | Corridore            | Squadra            | Tempo    |
| ---- | -------------------- | ------------------ | -------- |
| 1    | Elisa Longo Borghini | Fiamme Oro         | 3h09'17" |
| 2    | Katia Ragusa         | Astana             | a 54"    |
| 3    | Marta Cavalli        | Fiamme Oro         | a 55"    |
| 4    | Rossella Ratto       | Fiamme Azzurre     | a 2'35"  |
| 5    | Silvia Zanardi       | BePink             | a 3'18"  |
| 6    | Arianna Fidanza      | Lotto Ladies       | s.t.     |
| 7    | Greta Marturano      | Top Girls Fassa B. | s.t.     |
| 8    | Soraya Paladin       | CCC-Liv            | s.t.     |
| 9    | Ilaria Sanguineti    | Valcar             | s.t.     |
| 10   | Elena Franchi        | Eurotarget-Bianchi | s.t.     |